# Wang Pin

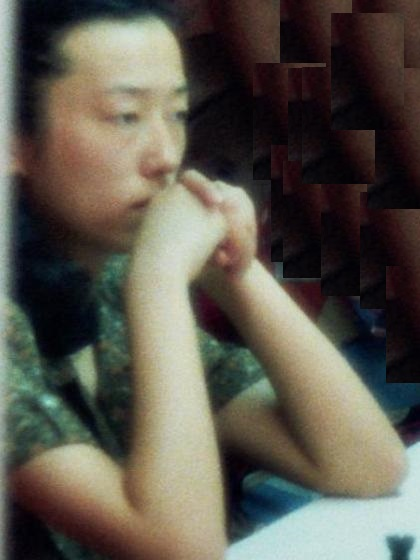
Wang Pin, Schacholympiade 1992

Wang Pin (chin. 王频; * 11. Dezember 1974 in Shanghai) ist eine chinesische Schachspielerin.

## Leben
Seit 1992 trägt Wang Pin den Titel Großmeister der Frauen (WGM). Ihre Elo-Zahl beträgt 2387 (Stand: November 2021). Ihre bisher höchste Elo-Zahl war 2506 von Oktober 2000 bis März 2001. Unter den besten Zehn der Frauenweltrangliste war sie zuletzt im Oktober 2001.
Bei der Frauenweltmeisterschaft im November 2001 in Moskau scheiterte sie in der zweiten Runde an Elisabeth Pähtz, 2004 in Elista schied sie gegen Elisabeth Pähtz schon in der ersten Runde aus. Im September 2002 gewann sie in Qinhuangdao die chinesische Einzelmeisterschaft der Frauen, bei der Meisterschaft im Juli 2006 wurde sie hinter Li Ruofan Zweite. Beim sogenannten Dubai Cup, einem Turnier von asiatischen Stadtauswahlen, welches im März 2007 in Teheran ausgetragen wurde, spielte sie für Shanghai.

## Nationalmannschaft
Sie nahm für die chinesische Frauennationalmannschaft an vier Schacholympiaden teil: 1992, 1996, 1998 und 2002, wobei die Nationalmannschaft 1992 den dritten Platz belegte, 1996 den zweiten Platz. 1998 und 2002 holte die chinesische Mannschaft die Goldmedaille. In 35 Partien bei Olympiaden holte sie 21,5 Punkte (+14 =15 −6). Am zweiten Brett der chinesischen Frauennationalmannschaft gewann sie 1999 in Shenyang die asiatische Mannschaftsmeisterschaft.

## Vereine
Im Jahr 2000 war sie Mitglied der Schachmannschaft der Universität für Finanzwesen und Wirtschaft Shanghai (SUFE). In der chinesischen Mannschaftsmeisterschaft spielte sie von 2005 bis 2008 sowie 2013 und 2018 für die Mannschaft der Shanghai Jianqiao University und konnte den Wettbewerb 2008 und 2018 gewinnen.